# Holger
Holger est un prénom masculin scandinave, dérivé du vieux norrois Hólmgeirr, et formé sur les éléments hólmr « île » et geirr « lance ».
Le prénom Holger est à l'origine du patronyme suédois Holgersson et du patronyme dano-norvégien Holgersen qui signifient « Fils de Holger ».

## Variantes
- Féroïen : Holgario
- Islandais : Hólmgeir

## Personnalités pourtant ce prénom
- Pour l'ensemble des articles sur les personnes portant ce prénom, consulter :
  - la liste des articles dont le titre commence par ce prénom
  - les listes produites par Wikidata : Liste des personnes de prénom « Holger » — même liste en incluant les éventuels prénoms composés qui contiennent « Holger ».